# Gloria Young
Gloria Young (de soltera Anozie) es una actriz nigeriana que ha participado en más de 70 películas.

## Biografía
Young nació en el estado de Abia, una zona geográfica del sureste de Nigeria. Estudió en la escuela Fountain ubicada en Surulere en el estado de Lagos y en la secundaria Methodist Girls, Yaba Lagos, donde obtuvo su primer certificado de fin de estudios y certificado WAEC respectivamente. Obtuvo una licenciatura en ciencias en los Estados Unidos de América.

## Carrera
Comenzó su carrera como periodista luego se dedicó al entretenimiento y se convirtió en animadora del reality show sobre Charly Boy. Se hizo famosa como actriz en 1994 en la película titulada "Glamour Girls" con el personaje de Doris, actuando junto a destacados actores de Nollywood como Dolly Unachukwu, Liz Benson, Eucharia Anunobi, Zack Orji, Sola Fosudo, Ngozi Ezeonu, Keppy Ekpenyong y Sandra Achums. Una publicación de Vanguard la describió como una actriz que gobernó la industria cinematográfica nigeriana en los años 90.

## Filmografía seleccionada
- Kpali
- Flee
- Passionate Appeal
- The Soul That Sinneth
- Wanted At All Cost
- Back To Life
- The Return
- Deadly Affair
- Glamour Girls